# Thea Tolsma
Thea Tolsma (Amsterdam, 1956) is een Nederlands beeldend kunstenaar die actief is als sieraadontwerper. Zij is werkzaam in Amsterdam.

## Biografie
Tolsma is opgeleid aan de De Witte Lelie te Amsterdam, op de afdelingen textiele werkvormen en tekenen (1977-1983) en aan de Gerrit Rietveld Academie, eveneens te Amsterdam (1983-1986), waar zij les had van onder meer Maria Blaisse.
Van binnenbanden maakt zij sieraden. In opgeblazen vorm tekent Tolsma op de band, waarna zij de tekening vervolgens uitknipt. Soms voegt zij nog andere materialen als stenen en edele metalen toe.
In 1994 won Tolsma de aanmoedigingsprijs van het Amsterdams Fonds voor de Kunst.
In Nederland wordt het werk van Tolsma vertegenwoordigd door Galerie Ra te Amsterdam.

## Tentoonstellingen
- 2000 - Op de huid, sieraden uit de collectie, Museum voor Moderne Kunst Arnhem
- 2013 - Dare to wear, sieraden uit de collectie Paul Derrez / Willem Hoogstede, CODA, Apeldoorn
- 2014 - Body Jewels, TextielMuseum, Tilburg
- 2014 - Kettingreacties, sieraden en fotografie van Claartje Keur, CODA, Apeldoorn